# 佐藤高子
佐藤 高子（さとう たかこ、1934年7月29日 - 2014年12月25日）は日本の翻訳家。1957年、神戸女学院大学英文科卒業。
浅倉久志が中心となって、翻訳家の交流会「エイト・ダイナーズ」が、小尾芙佐、深町眞理子、大村美根子、山田順子、佐藤高子、鎌田三平、白石朗というメンバーで行われていた。

## 翻訳
- 『異次元の彼方から』（マレイ・ラインスター、早川書房、ハヤカワ・SF・シリーズ） 1969
- 『夜の翼』（ロバート・シルヴァーバーグ、早川書房、ハヤカワ・SF・シリーズ） 1971、のち文庫
- 『いまひとたびの生』（ロバート・シルヴァーバーグ、早川書房ハヤカワ・SF・シリーズ） 1973、のち文庫
- 『ワシと人間の季節』（ケント・ダーデン、文化放送開発センター出版部） 1976
- 『ワシと野生の季節』（ケント・ダーデン、文化放送開発センター出版部） 1976
- 『雪のなかの雀 : シベリア流刑地の少女の手記』（シルヴァ・ダレル、早川書房、Hayakawa nonfiction） 1977
のち『ある少女のシベリア日記』と改題して文庫
- 『妖女サイベルの呼び声』（パトリシア・A・マキリップ、早川書房、ハヤカワ文庫FT) 1979
- 『所有せざる人々』（アーシュラ・K・ル＝グィン、早川書房、海外SFノヴェルズ） 1980、のちハヤカワ文庫SF 1986
- 『我ら死者とともに生まれる』（ロバート・シルヴァーバーグ、早川書房、海外SFノヴェルズ） 1980
- 『魔法がいっぱい!』（ライマン・フランク・ボーム、早川書房、ハヤカワ文庫FT) 1981
- 『ビバ!ドラゴン』（G・K・チェスタートン他、渡辺南都子共訳、早川書房、ハヤカワ文庫FT） 1981
- 『地上から消えた動物』（ロバート・シルヴァーバーグ、早川書房、ハヤカワ文庫NF） 1983
- 『ヴァレンタイン卿の城』（ロバート・シルヴァーバーグ、早川書房、ハヤカワ文庫SF） 1985
- 『プリンセス・ブライド』（ウィリアム・ゴールドマン、早川書房、ハヤカワ文庫FT） 1986
- 『ムーンフラッシュ』（パトリシア・A・マキリップ、早川書房、ハヤカワ文庫FT） 1987
- 『ムーンドリーム』（パトリシア・A・マキリップ、早川書房ハヤカワ文庫FT） 1988
- 『時のさすらい人』（ウィリアム・コツウィンクル、早川書房、Hayakawa novels） 1989
- 『スロー・バード』（イアン・ワトスン、大森望共訳、早川書房、ハヤカワ文庫SF) 1990
- 『聖なる山の夜明け』（コリン・グリーンランド、東京創元社、創元推理文庫) 1991
- 『検屍解剖』（ジョン・R・フィーゲル、新潮社、新潮文庫） 1996
- 『内海の漁師』（アーシュラ・K・ル＝グィン、小尾芙佐共訳、早川書房、ハヤカワ文庫SF） 1997
- 『幻想の犬たち』（ジャック・ダン、ガードナー・ドゾワ編、福島正実ほか訳、扶桑社、扶桑社ミステリー) 1999

### 「地底世界ペルシダー」シリーズ
（エドガー・ライス・バロウズ、早川書房、ハヤカワ・SF・シリーズ) のち文庫
- 『地底世界ペルシダー』 1966
- 『戦乱のペルシダー』 1967
- 『危機のペルシダー』 1967
- 『ペルシダーに還る』 1970
- 『地底世界のターザン』 1971

### 「オズの魔法使い」シリーズ
（ライマン・フランク・ボーム、早川書房、ハヤカワ文庫)
- 『オズの魔法使い』 1974
- 『オズのオズマ姫』 1975
- 『オズの虹の国』 1975
- 『オズのエメラルドの都』 1976
- 『オズのつぎはぎ娘』 1977
- 『オズのチクタク』 1981
- 『オズのかかし』1982
- 『オズのブリキの木樵り』 1984
- 『オズと不思議な地下の国』 1985
- 『オズへつづく道』 1986
- 『オズのリンキティンク』 1988
- 『オズの消えたプリンセス』 1990
- 『オズの魔法くらべ』 1992
- 『オズのグリンダ』 1994

- 『リターン・トゥー・オズ』（ジョーン・D・ヴィンジ、講談社、講談社X文庫） 1986